# Övertorp
Övertorp är en by som ligger i Bergs socken i Skövde kommun.